# Santiago Phelan
Santiago Phelan (San Isidro, 31 marzo 1974) è un ex rugbista a 15 e allenatore di rugby a 15 argentino, ex commissario tecnico dei Pumas.

## Biografia
Nato a San Isidro (provincia di Buenos Aires) in una famiglia di origini irlandesi (suo nonno era nativo di Waterford, crebbe rugbisticamente nel locale C.A.S.I. (Club Atlético de San Isidro), squadra alla quale rimase legato durante tutta la sua carriera.
Esordì in Nazionale argentina nel corso del Sudamericano di rugby 1997, a Montevideo contro l'Uruguay, e due anni dopo fu incluso nella rosa che prese parte alla Coppa del Mondo di rugby 1999 in Galles; tra le vittorie di prestigio con i Pumas spiccano due affermazioni a distanza di una settimana l'una dall'altra contro la Francia in tour in Sudamerica nel 2003; quello fu anche l'anno del suo ritiro dall'attività agonistica: durante la Coppa del Mondo di rugby 2003 in Australia, un grave infortunio alla spalla lo costrinse all'abbandono a soli 29 anni.
Già allenatore fin dal 2001 della selezione argentina Under-21, Phelan prese la conduzione del San Isidro nel 2003; dopo la Coppa del Mondo di rugby 2007 e il terzo posto dei Pumas, il loro C.T. Marcelo Loffreda si dimise dall'incarico per andare ad allenare in Inghilterra, e nel marzo 2008 la conduzione della Nazionale maggiore fu affidata a Phelan, che divenne quindi, a 34 anni, uno dei più giovani commissari tecnici internazionali. Guiderà i Pumas fino al 2013.

## Palmarès
- Campionati sudamericani: 1
Argentina: 1997